# SAIDI (energetika)
A villamosenergia-elosztóhálózatok rendelkezésre állásának egyik legfontosabb minőségi mutatója a SAIDI, azaz a System Average Interruption Duration Index, vagyis a rendszerre jellemző átlagos kiesési időtartam mutatója, mértékegysége: óra/fogyasztó/év. Számítási módja a következő:
{\displaystyle {\mbox{SAIDI}}={\frac {\sum {U_{i}N_{i}}}{N_{T}}}}
ahol {\displaystyle N_{i}} az {\displaystyle i} hálózati elemről (helyről) ellátott fogyasztók száma és {\displaystyle U_{i}} az {\displaystyle i} helyhez kapcsolódó éves kiesési idő, {\displaystyle N_{T}} pedig az összes ellátott fogyasztó száma. Másképpen kifejezve,
{\displaystyle {\mbox{SAIDI}}={\frac {\mbox{fogyasztónkénti üzemzavari kiesési idők összege}}{\mbox{ellátott összes fogyasztó szám}}}}
A SAIDI-t időegységben, általában percben vagy órában adják meg, és rendszerint egyéves időszakot vesznek figyelembe az összegzéskor. Az Amerikai Egyesült Államokban az IEEE Standard 1366-1998 írja le a mutatót és számítását, míg például Magyarországon a Magyar Energetikai és Közmű-szabályozási Hivatal (MEKH) határozataiban írja elő a mutatót és szankcionálja be nem tartását. A MEKH adatai szerint 2020-ban országosan kb. 1 óra volt a villamosenergia-ellátás megszakadása átlagos időtartamának értéke.